# ララ・ムスタファ・パシャ

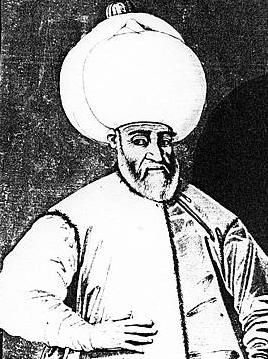
Lala Kara Mustafa Pasha, (c. 1500-1580)

ララ・ムスタファ・パシャ（オスマン語: لالا مصطفى پاشا, Lala Mustafa Pasha, 1500年頃 - 1580年8月7日）は、16世紀のオスマン帝国で活動した軍人、政治家である。オスマン帝国史上、数々の重要な軍事作戦を指揮し、高い評価を得た。その「ララ」の称号は、スルタンの家庭教師を意味し、彼が皇子たちの教育係を務めたことに由来する。

## 初期と出世
ムスタファ・パシャは、現在のボスニア・ヘルツェゴビナにあたる地域で生まれたとされている。デヴシルメ制度を通じてオスマン帝国の官僚機構に入り、若くしてその才能を見出された。彼は当初、宮廷において皇子ムスタファやセリムの家庭教師（ララ）を務め、彼らの教育と育成に深く関わった。この経験が後の彼の政治的、軍事的キャリアの基盤となった。

## 主要な軍事作戦
ムスタファ・パシャは、オスマン帝国がその版図を拡大する上で重要な役割を果たした。
- キプロス征服（1570年 - 1571年）: オスマン帝国は、当時ヴェネツィア共和国の支配下にあったキプロス島の征服を企図した。ムスタファ・パシャはこの遠征軍の総司令官を務め、1570年にニコシア、翌1571年にはファマグスタを陥落させ、キプロス島の完全に近い征服を成し遂げた。この勝利は、オスマン帝国の地中海における覇権を確立する上で極めて重要な意味を持った。しかし、この遠征の過程で、ヴェネツィア軍の司令官マルカントニオ・ブラガディンに対する残虐な処刑を行ったことで、国際的な非難を浴びることとなる。
- カフカース戦役（1578年 - 1580年）: サファヴィー朝ペルシアとの長期にわたる戦争において、ムスタファ・パシャはカフカース地方での作戦を指揮した。彼の指揮の下、オスマン軍はティフリス（現在のトビリシ）を占領するなど、重要な戦果を挙げた。これらの戦いは、オスマン帝国の東方国境における勢力圏を拡大する上で貢献した。

## 晩年と評価
ララ・ムスタファ・パシャは、1580年8月7日にイスタンブールで死去した。彼の軍事的功績はオスマン帝国に多大な利益をもたらしたが、その一方で、敵対者に対する過酷な処置は現代においても議論の対象となることがある。彼は、当時のオスマン帝国において有能な軍事戦略家であり、またスルタンへの忠誠心と国家への貢献によって記憶される人物である。彼の墓はイスタンブールのエユップ・スルタン・モスクの複合施設内に位置する。

## 参考書籍
- Finkel, Caroline. Osman's Dream: The Story of the Ottoman Empire 1300-1923. Basic Books, 2005.
- Imber, Colin. The Ottoman Empire, 1300-1650: The Structure of Power. Palgrave Macmillan, 2002.
- Setton, Kenneth M. The Papacy and the Levant, 1204-1571. American Philosophical Society, 1984.